# Bộ Bát (癶)
Bộ Bát, bộ thứ 105 có nghĩa là "gạt ra" là 1 trong 23 bộ có 5 nét trong số 214 bộ thủ Khang Hy.
Trong Từ điển Khang Hy có 15 chữ (trong số hơn 40.000) được tìm thấy chứa bộ này.

## Tự hình Bộ Bát (癶)

Tiểu triện

## Chữ thuộc Bộ Bát (癶)
| Số nét bổ sung | Chữ                      |
| -------------- | ------------------------ |
| 0              | 癶/bát/                  |
| 3              | 癷                       |
| 4              | 癸/quý/ 癹/bát/ 発/phát/ |
| 7              | 登/đăng/ 發/bát/         |